# 도마리촌
도마리촌(일본어: 泊村)은 일본 홋카이도 시리베시 종합진흥국 관내의 후루우군에 속한 촌이다. 홋카이도에서 유일한 원자력 발전소가 있기 때문에 재정은 풍부하다.
이름의 유래는 아이누어의 ‘헤모이·트마리’(Хэмои Тмaри, 준 정박지)가 생략되었을 가능성이 있다.

## 지리
평지는 적고 대부분이 산림이다.

### 인접한 자치체
- 시리베시 종합진흥국
  - 후루비라군 후루비라정
  - 후루우군 가모에나이촌
  - 이와나이군 교와정

## 역사
- 1909년 - 5개 촌이 합병해 2급 정촌인 도마리촌이 되었다.

## 산업
홋카이도 전력 도마리 발전소(원자력 발전소)가 있어 홋카이도 전력 소비량의 약 40%를 공급하고 있다. 발전소의 고정 자산세나 국가의 전원개발 교부금으로 도마리촌은 홋카이도의 시정촌 중에서 유일하게 지방교부세를 받지 않는 불교부 단체이다. 홋카이도에서는 가장 오래된 1856년에 발견된 가야누마 탄광이 있었는데 여기에는 일본 최초의 철도로 여겨지는 가야누마 탄광 궤도가 있었고 이후 1964년에 폐광되었다. 현재는 어업과 관광이 기간산업이다.

## 교통

### 도로
- 국도 229호선(일본어판)

## 자매 도시
- 일본 에히메현 니시우와군 이카타정